# Авелар Бротеру, Фелиш де
Фе́лиш да Си́лва Авела́р Броте́ру (порт. Felix de Silva Avellar Brotero или порт. Félix da Silva Avelar Brotero, или порт. Felix de Avellar Brotero, 25 ноября 1744 — 4 августа 1828) — португальский ботаник, профессор ботаники и сельского хозяйства, миколог, доктор медицинских наук.

## Биография
Фелиш да Силва Авелар Бротеру родился в Санту-Антан-ду-Тожал 25 ноября 1744 года.
5 июля 1778 года он отправился в Париж. В течение 12 лет, которые Бротеру провёл в Париже, он усердно посещал занятия и институты естественных наук. Бротеру уехал из Парижа после того, как стал свидетелем событий начала французской революции.
Бротеру был назначен профессором ботаники и сельского хозяйства в Коимбрском университете указом от 25 февраля 1791 года.
Умер в Санта-Мария-де-Белен 4 августа 1828 года.

## Научная деятельность
Бротеру специализировался на Мохообразных, семенных растениях и на микологии.

## Научные работы
Бротеру написал множество научных работ:
- Compendio de Botanica, ou Noçoens Elementares desta Sciencia, segundo os melhores Escritores Modernos, espostas na Lingua Portugueza, Paris, 1788, 2 vols.
- Principios de Agricultura Philosophica, Coimbra, 1793.
- An Account of the Fructification of Lycopodium Denticulaum, Transactions of the Linnean Society, 5, 1800.
- Phytographia stirpium, quae in Lusitania sponte veniunt descriptiones, Lisboa, 1800.
- Description of Callicocca Ipecacuanha, Transactions of the Linnean Society, 6, 1802.
- Flora Lusitanica, seu plantarum, quae in Lusitania vel sponte crescunt vel frequentius coluntur, ex florum praesertim sexubus systematice distributarum, synopsis, Lisboa, 1804.
- Reflexões sobre a Agricultura em Portugal, sobre o seu antigo e presente estado; e se por meio de escholas ruraes practicas, ou por outros, ella pode melhorar-se e tornar-se florente, Memorias da Academia Real das Sciencias de Lisboa, 4, 1815.
- Phytographia Lusitaniae selectior, seu novarum et aliarum minus cognitarum stirpium, quae in Lusitania sponte veninunt, ejusdemque floram spectant, descriptiones iconibus illustratae, Lisboa, 1816 1º vol, 1827, 2º vol.
- Descriptions of a New Genus of Plants named Araujia, and of a New Species of Passiflora, Transactions os the Linnean Society, 12, 1817.
- Noções Historicas das Phocas em geral e particular, com as descripções das que se conservão no Real Museu do Paço de Nossa Senhora da Ajuda, Jornal de Coimbra, 11, 1817.
- Descriptions of Two New Species of Erythrina, Transactions of the Linnean Society, 14, 1824.
- História Natural da Orzella, Lisboa, 1824.
- Noções Geraes das Dormideiras, Lisboa, 1824.
- Noções Botanicas das Espécies de Nicociana, Lisboa, 1826.
- História Natural dos Pinheiros, Larices, e Abetos, Lisboa, 1827.